# Avlidna 2008
Detta är en lista över kända personer som har avlidit under 2008.

## Januari
- 1 januari – Erich Kästner, 107, tysk jurist och den sista tyska veteranen från första världskriget.
- 2 januari – Sven Fagerlind, 89, svensk ingenjör.
- 2 januari – Lee S. Dreyfus, 81, amerikansk republikansk politiker samt medie- och kommunikationsvetare.
- 3 januari – Jimmy Stewart, 76, brittisk (skotsk) racerförare.
- 4 januari – Stig "Slas" Claesson, 79, svensk författare och bildkonstnär.
- 6 januari – Anders Paulrud, 56, svensk författare och journalist.
- 7 januari – Bo Siegbahn, 92, svensk socialdemokratisk politiker.
- 10 januari – Maila Nurmi, 86, finsk-amerikansk skådespelare.
- 11 januari – Martin Escobar, 20, svensk simmare.
- 11 januari – Edmund Hillary, 88, nyzeeländsk bergsbestigare.
- 14 januari – Tommy Limby, 60, svensk längdskidåkare.
- 15 januari – Bror Samuelson, 88, svensk kyrkomusiker, tonsättare och ledamot av Musikaliska akademien.
- 15 januari – Brad Renfro, 25, amerikansk skådespelare.
- 17 januari – Edward D. Hoch, 77, amerikansk deckarförfattare.
- 17 januari – Bobby Fischer, 64, amerikansk-isländsk schackspelare.
- 18 januari – Kerstin Johansson i Backe, 88, svensk barnboksförfattare.
- 19 januari – Suzanne Pleshette, 70, amerikansk skådespelare.
- 20 januari – Arne S Lundberg, 96, svensk journalist, diplomat och företagsledare.
- 22 januari – Heath Ledger, 28, australisk skådespelare.
- 23 januari – Lars Dylte, 46, svensk musiker.
- 26 januari – George Habash, 81, palestinsk politiker, ledare för PFLP.
- 26 januari – Christian Brando, 49, amerikansk brottsling och Marlon Brandos son.
- 27 januari – Suharto, 86, indonesisk tidigare president.
- 27 januari – Kjell Nordenskiöld, 90, svensk skådespelare och dokumentärfilmare.[1]
- 27 januari – Gordon B Hinckley, 97, amerikansk president för Jesu Kristi Kyrka av Sista Dagars Heliga.
- 28 januari – Marie Takvam, 81, norsk författare och skådespelare.
- 28 januari – Christodoulos, 69, grekisk ärkebiskop och primas över Greklands autocefala kyrka.
- 29 januari – Bengt Lindström, 82, svensk konstnär.

## Februari
- 2 februari – Joshua Lederberg, 82, amerikansk mottagare av Nobelpriset i fysiologi eller medicin 1958.
- 2 februari – Earl Butz, 98, amerikansk republikansk politiker.
- 5 februari – Maharishi Mahesh Yogi, 91, indisk guru, grundare av transcendental meditation.
- 6 februari – Per Sköld, 85, svensk ämbetsman, riksmarskalk 1986–1995.
- 8 februari – Alvar Ellegård, 88, svensk språkforskare och författare.
- 8 februari – Eva Dahlbeck, 87, svensk skådespelare och författare.
- 8 februari – Phyllis Whitney, 104, amerikansk deckarförfattare.
- 10 februari – Roy Scheider, 75, amerikansk skådespelare.
- 11 februari – Tom Lantos, 80, ungersk-amerikansk politiker.
- 12 februari – Imad Mughniyeh, 45, libanesisk militär befälhavare för Hizbollah.
- 13 februari – Peter Melin, 59, svensk publicist.
- 15 februari – Steve Fossett, 63, amerikansk affärsman, flygpionjär och äventyrare (dödförklarad – försvann 3 september 2007).
- 17 februari – Yngve Ekman, 82, svensk militär.
- 17 februari – Ivar Müller, 94, svensk ämbetsman.
- 18 februari – Alain Robbe-Grillet, 85, fransk författare och filmskapare.
- 19 februari – Natalia Bessmertnova, 66, rysk prima ballerina.
- 21 februari – Evan Mecham, 83, amerikansk republikansk politiker.
- 22 februari – Rubens de Falco, 76, brasiliansk skådespelare.
- 23 februari – Paul Frère, 91, belgisk racerförare och journalist.
- 23 februari – Janez Drnovšek, 57, slovensk tidigare premiärminister och president.
- 24 februari – Larry Norman, 60, amerikansk sångare.
- 25 februari – Ashley Cooper, 27, australisk racerförare.
- 27 februari – Ivan Rebroff, 76, tysk operasångare.
- 27 februari – Boyd Coddington, 63, amerikansk Hot Rod-byggare och tv-profil.
- 27 februari – William F. Buckley, Jr., 82, amerikansk debattör, författare och kolumnist, grundare av National Review.
- 29 februari – Hans Johansson, 57, svensk teolog, predikant och författare.

## Mars
- 1 mars – Raúl Reyes, 59, colombiansk revolutionär, Farcgerillans näst högste befälhavare.
- 2 mars – Jeff Healey, 41, kanadensisk blues- och rockgitarrist.
- 2 mars – Suzie, 61, nederländsk-svensk sångerska.
- 4 mars – Gary Gygax, 69, amerikansk upphovsman till Dungeons & Dragons och rollspelshobbyn.
- omkr. 12 mars – Paulos Faraj Rahho, 65, irakisk kaldeisk-katolsk ärkebiskop av Mosul.
- 12 mars – Howard Metzenbaum, amerikansk demokratisk politiker, senator 1974 och 1976–1995.
- 12 mars – Lazare Ponticelli, 111, sista franska veteranen från första världskriget.
- 14 mars – Chiara Lubich, 88, italiensk katolsk aktivist, grundare av Focolarerörelsen.
- 14 mars – Gustav Cederwall, 94, före detta landshövding i Västmanlands län.
- 15 mars – Vicki Van Meter, 26, amerikansk flygare.
- 16 mars – Kjell Swanberg, 64, svensk journalist och kåsör.
- 16 mars – G. David Low, 52, amerikansk astronaut.
- 16 mars – Ola Brunkert, 61, svensk trummis.
- 16 mars – Anura Bandaranaike, 59, lankesisk politiker.
- 18 mars – Anthony Minghella, 54, brittisk filmregissör och manusförfattare.
- 19 mars – Paul Scofield, 86, brittisk skådespelare.
- 19 mars – Raghuvaran, 59, indisk skådespelare.
- 19 mars – Hugo Claus, 78, belgisk nederländskspråkig författare.
- 19 mars – Arthur C. Clarke, 90, brittisk-lankesisk författare.
- 21 mars – Gabriel Paris Gordillo, 98, colombiansk politiker och president.
- 21 mars – John List, 82, amerikansk mördare.
- 24 mars – Neil Aspinall, 66, tidig assistent och manager åt Beatles.
- 24 mars – Richard Widmark, 93, amerikansk skådespelare.
- 25 mars – Bengt Helldal, 108, Sveriges äldste man.
- 26 mars – Örjan Wallqvist, 79, svensk chefredaktör, tv- och radiochef.
- 26 mars – Manuel Marulanda Vélez, 77, colombiansk revolutionär, grundare och högste ledare för Farcgerillan.
- 27 mars – Jean-Marie Balestre, 86, fransk journalist, ordförande för FIA 1986–1993.
- 30 mars – Dith Pran, 65, kambodjansk-amerikansk fotograf och journalist.
- 30 mars – Anders Göthberg, 32, svensk musiker.
- 30 mars – David Leslie, 54, skotsk racerförare.
- 31 mars – Jules Dassin, 96, amerikansk filmregissör.

## April
- 2 april – Mona Seilitz, 65, svensk skådespelare.
- 4 april – Mago (egentligen Max Goldstein), 83, svensk-tysk kostymtecknare.
- 5 april – Charlton Heston, 84, amerikansk skådespelare.
- 12 april – Patrick Hillery, 84, irländsk tidigare president.
- 13 april – John Wheeler, 96, amerikansk fysiker.
- 15 april – Krister Stendahl, 86, biskop emeritus i Stockholms stift.
- 14 april – Gösta Folke, 94, svensk regissör, skådespelare och teaterchef.
- 14 april – Ollie Johnston, 95, amerikansk animatör.
- 17 april – Danny Federici, 58, amerikansk musiker.
- 17 april – Aimé Césaire, 94, martiniquisk författare, poet och politiker.
- 17 april – Birger Bergh, 72, svensk latinprofessor och tv-profil i Fråga Lund.
- 19 april – Alfonso López Trujillo, 72, colombiansk kardinal.
- 26 april – Eva Hjelm, 93, svensk författare.
- 27 april – Björn Afzelius, 82, svensk zoolog.
- 29 april – Ebbe Gilbe, svensk dokumentärfilmare.
- 29 april – Albert Hofmann, 102, schweizisk kemist, uppfinnare av LSD.
- 29 april – Julie Ege, 64, norsk skådespelare, ”Bondbrud”.

## Maj
- 1 maj – Anthony Mamo, 99, maltesisk politiker, landets förste president.
- 2 maj – Dolle Muthas, 81, svensk dragspelare och orkesterledare.
- 3 maj – Leopoldo Calvo-Sotelo, 82, spansk tidigare premiärminister.
- 10 maj – Jessie Jacobs, australisk skådespelare och sångare.
- 10 maj – Carlabel Berglund, 82, svensk ishockeyprofil.
- 11 maj – Fredrik Löwenhielm, 91, svensk militär.
- 11 maj – John Rutsey, 54 eller 55, kanadensisk trumslagare.
- 12 maj – Åke Eriksson, 84, svensk militär.
- 12 maj – Irena Sendlerowa, eller Irena Sendler, 98, polsk humanitär aktivist.
- 12 maj – Robert Rauschenberg, 82, amerikansk konstnär.
- 13 maj – Carl-Axel Thernberg alias Kalle Sändare, 76, svensk komiker.
- 13 maj – Saad al-Abdullah al-Salim al-Sabah, 78, kuwaitisk tidigare regerande emir.
- 13 maj – John Phillip Law, 70, amerikansk skådespelare.
- 15 maj – Astrid Zachrison, 113, Sveriges äldsta person.
- 15 maj – Willis E. Lamb, 94, amerikansk fysiker och mottagare av Nobelpriset i fysik 1955.
- 16 maj – Clément Harari, 89, fransk skådespelare.
- 18 maj – Einar von Bredow, 76, svensk journalist och författare.
- 20 maj – Hamilton Jordan, 63, amerikansk politiker, tidigare stabschef i Vita huset.
- 21 maj – Michelle Meldrum, 39, amerikansk hårdrocksgitarrist.
- 21 maj – Mel Casson, 87, amerikansk serietecknare, Rödöga.
- 23 maj – Utah Phillips, 73, amerikansk folksångare, poet och anarkist.
- 23 maj – Cornell Capa, 90, amerikansk fotograf, bror till Robert Capa.
- 23 maj – Robin Bailey, 66, brittisk trummis, spelade bland annat i Sven-Ingvars.
- 24 maj – Rob Knox, 18, brittisk skådespelare.
- 26 maj – Sydney Pollack, 73, amerikansk filmregissör, producent och skådespelare.
- 27 maj – Stig Nilsson, 76, idrottsledare, mångårig ordförande för Halmstads BK.
- 27 maj – Franz Künstler, 107, tysk-ungersk veteran från första världskriget, Österrike-Ungerns och Centralmakternas siste veteran.
- 28 maj – Sven Davidson, 79, svensk tennisspelare.
- 29 maj – Harvey Korman, 81, amerikansk skådespelare.
- 29 maj – Luc Bourdon, 21, kanadensisk ishockeyspelare.
- 31 maj – Per-Erik Larsson, 79, svensk skidåkare.
- 31 maj – John Ambler, 83, brittisk affärsman och prinsessan Margarethas make.

## Juni
- 1 juni – Yves Saint-Laurent, 71, fransk modeskapare.
- 1 juni – Yosef ”Tommy” Lapid, 76, israelisk journalist, tidigare vice premiärminister och justitieminister.
- 2 juni – Mel Ferrer, 90, amerikansk skådespelare.
- 2 juni – Bo Diddley, 79, amerikansk musiker.
- 2 juni – Inga Löwdin, 91, svensk idrottare och idrottsledare.
- 5 juni – Eugenio Montejo, venezuelansk författare.
- 7 juni – Horst Skoff, 39, österrikisk tennisspelare.
- 7 juni – Dino Risi, 91, italiensk filmregissör.
- 7 juni – Joseph Kabui, 53 eller 54, papuansk politiker, president för den autonoma regionen Bougainville.
- 9 juni – Olov Norbrink, 42, chefredaktör för Grönköpings Veckoblad.
- 10 juni – Tjingiz Ajtmatov, 79, kirgizisk författare och nobelpriskandidat.
- 11 juni – Vo Van Kiet, 85, vietnamesisk före detta premiärminister.
- 11 juni – Ruth Kasdan, 89, svensk skådespelare och sångare.
- 11 juni – Ove "Påven" Andersson, 70, svensk tidigare rallyförare och stallchef för Toyota F1.
- 13 juni – Tim Russert, 58, amerikansk journalist och programledare.
- 14 juni – Esbjörn Svensson, 44, svensk jazzpianist och kompositör.
- 14 juni – Jamelão, 95, brasiliansk sambasångare.
- 15 juni – Stan Winston, 62, amerikansk Oscarsbelönad specialeffekts- och makeupartist.
- 16 juni – Ingvar Svahn, 70, svensk fotbollsspelare.
- 17 juni – Tsutomu Miyazaki, 45, japansk seriemördare, avrättad.
- 17 juni – Cyd Charisse, 86, amerikansk skådespelare och dansare.
- 17 juni – Ingela Agardh, 59, svensk journalist och programledare.
- 18 juni – Jean Delannoy, 100, fransk filmregissör, världens äldste regissör.
- 19 juni – Antonio Bibalo, 86, norsk-italiensk kompositör.
- 21 juni – Kermit Love, 91, amerikansk medskapare av Mupparna och Sesam.
- 22 juni – Klaus Michael Grüber, 67, tysk regissör och skådespelare.
- 22 juni – Dody Goodman, 93, amerikansk skådespelare.
- 22 juni – George Carlin, 71, amerikansk komiker.
- 22 juni – Odd Aukrust, 92, norsk ekonom, bror till Kjell Aukrust.
- 23 juni – Arthur Chung, 90, guyansk tidigare president.
- 24 juni – Leonid Hurwicz, 90, rysk-amerikansk nationalekonom och mottagare av Sveriges Riksbanks pris i ekonomisk vetenskap till Alfred Nobels minne 2007.
- 25 juni – Gerard Batliner, 79, liechtensteinsk tidigare regeringschef.
- 27 juni – Lenka Reinerová, 92, tjeckisk författare.
- 28 juni – Stig Olin, 87, svensk skådespelare och regissör.
- 29 juni – Don S. Davis, 65, amerikansk skådespelare.
- 29 juni – Elias Cornell, 92, svensk arkitekt.
- 29 juni – William Buchan, 92, brittisk deckarförfattare, son till John Buchan.
- 30 juni – Arne Rolff, 82, svensk militär.
- 30 juni – Irina Baronova, 89, rysk ballerina och mor till skådespelaren Victoria Tennant.

## Juli
- 1 juli – Robert Harling, 98, brittisk typograf och deckarförfattare.
- 1 juli – Mogens Glistrup, 82, dansk politiker.
- 2 juli – Elizabeth Spriggs, 78, brittisk skådespelare.
- 3 juli – Clive Hornby, 63, brittisk skådespelare.
- 3 juli – Harald Heide-Steen Jr., 68, norsk skådespelare.
- 4 juli – Janwillem van de Wetering, 77, nederländsk deckarförfattare.
- 4 juli – Agneta Prytz, 91, svensk skådespelare.
- 4 juli – Evelyn Keyes, 91, amerikansk skådespelare, bland annat i Borta med vinden.
- 4 juli – Jesse Helms, 86, amerikansk senator.
- 4 juli – Jean-René Gougeon, 80, fransk travtränare och kusk, körde legendariska hästen Ourasi.
- 5 juli – Conny Nordin, svensk professor och präst.
- 5 juli – Sture Sjöstedt (producent), 92, svensk filmproducent. Fäbodjäntan
- 12 juli – Tony Snow, 53, amerikansk journalist och tidigare pressekreterare i Vita huset.
- 13 juli – Bronisław Geremek, 76, polsk politiker.
- 14 juli – Henki Kolstad, 93, norsk skådespelare.
- 14 juli – Björn Berg, 84, svensk konstnär, illustratör av bland annat Astrid Lindgrens böcker.
- 16 juli – Lars Magnus Giertz, 99, svensk arkitekt, bror till Bo Giertz.
- 16 juli – Rut Berggren, 90, svensk författare.
- 17 juli – Creig Flessel, 96, amerikansk serietecknare.
- 18 juli – Tauno Marttinen, 95, finländsk kompositör.
- 20 juli – Dinko Šakić, 86, kroatisk krigsförbrytare.
- 22 juli – Estelle Getty, 84, amerikansk skådespelare.
- 24 juli – Norman Dello Joio, 95, amerikansk kompositör.
- 27 juli – Åke Thambert, 91, svensk grundare av butikskedjan Indiska Magasinet, senare enbart kallad Indiska.
- 27 juli – Youssef Chahine, 82, egyptisk filmregissör.
- 28 juli – Margaret Ringenberg, 87, amerikansk pilot.
- 31 juli – Lee Young, 94, amerikansk jazzmusiker och trummis, bror till Lester Young.

## Augusti
- 1 augusti – Harkishan Singh Surjeet, 92, indisk politiker.
- 1 augusti – Pauline Baynes, 85, brittisk illustratör.
- 3 augusti – Aleksandr Solzjenitsyn, 89, rysk författare och nobelpristagare i litteratur.
- 3 augusti – Lissi Alandh, 77, svensk skådespelerska och revyartist.
- 4 augusti – Craig Jones, 23, brittisk roadracingförare.
- 5 augusti – José Medellín, 33, mexikansk-amerikansk dömd mördare, avrättad.
- 8 augusti – Orville Moody, 74, amerikansk golfspelare.
- 9 augusti – Bernie Mac, 50, amerikansk skådespelare, komiker och manusförfattare.
- 9 augusti – Mahmoud Darwish, 67, palestinsk poet och prosaförfattare; "Palestinas nationalskald".
- 10 augusti – Isaac Hayes, 65, amerikansk soulsångare, kompositör, musiker och skådespelare.
- 11 augusti – Agneta Bolme Börjefors, 67, svensk programledare och producent.
- 13 augusti – Bill Gwatney, 48, amerikansk demokratisk politiker.
- 13 augusti – Sandy Allen, 53, amerikanska, världens längsta kvinna enligt Guinness rekordbok.
- 15 augusti – Jerry Wexler, 91, amerikansk låtskrivare och producent.
- 16 augusti – Gunnel Wadner, 87, svensk skådespelerska.
- 16 augusti – Ronnie Drew, 73, irländsk folkmusikpionjär, sångare i The Dubliners.
- 19 augusti – Levy Mwanawasa, 59, zambisk president.
- 20 augusti – Hua Guofeng, 87, kinesisk tidigare regeringschef och partiordförande.
- 21 augusti – Fred Crane, 90, amerikansk skådespelare, spelade i filmen Borta med vinden.
- 21 augusti – Jerry Finn, 39, amerikansk musikproducent.
- 21 augusti – Tore Forsberg, 75, svensk spion.
- 22 augusti – Gladys Powers, 109, kanadensisk kvinna född i Storbritannien, den sista kvinnliga veteranen från första världskriget.
- 22 augusti – Jeff MacKay, 59, amerikansk skådespelare, spelade Mac i Magnum P.I.
- 23 augusti – Thomas Huckle Weller, 93, amerikansk forskare och nobelpristagare.
- 23 augusti – Anders Gernandt, 92, svensk politiker och flygare.
- 25 augusti – Pehr Henrik Nordgren, 64, finländsk kompositör.
- 27 augusti – Lennart Swahn, 81, svensk programledare.
- 28 augusti – Phil Hill, 81, amerikansk racerförare.
- 28 augusti – Sigurbjörn Einarsson, 97, isländsk biskop.
- 30 augusti – Tommy Bolt, 92, amerikansk golfspelare.
- 31 augusti – Jerry Reed, 71, amerikansk countrysångare och skådespelare.

## September
- 1 september – Don LaFontaine, 68, amerikansk röstskådespelare.
- 2 september – Bill Meléndez, 91, amerikansk animatör och filmregissör, skapare av den animerade versionen av serieklassikern Snobben.
- 2 september – Arne Domnérus, 83, svensk jazzmusiker och orkesterledare.
- 6 september – Anita Page, 98, amerikansk skådespelerska, sista överlevande från den allra första Oscarsgalan.[2]
- 6 september – Sören Nordin, 91, svensk travtränare och kusk.
- 7 september – Christina Gyllenhammar, 72, svensk socionom och politiker.
- 8 september – Hjördis Schymberg, 99, svensk operasångerska.
- 9 september – Nouhak Phoumsavanh, 98, laotisk politiker och president.
- 9 september – Maria Edenhofer, 97, svensk operasångerska.
- 12 september – David Foster Wallace, 46, amerikansk författare.
- 13 september – Jörgen Cederberg, 77, svensk radioprofil.[3]
- 15 september – Richard Wright, 65, brittisk musiker, originalmedlem i Pink Floyd.
- 15 september – Carl-Henrik Gåsste, 86, svensk militär.
- 18 september – Mauricio Kagel, 76, argentinsk-tysk tonsättare.
- 19 september – Earl Palmer, 83, amerikansk trummis.
- 21 september – Dingiri Banda Wijetunga, 92, lankesisk politiker, tidigare premiärminister och president.
- 22 september – Olov Svedelid, 76, svensk författare.
- 24 september – Kwadwo Baah Wiredu, 56, ghanansk finansminister.
- 24 september – Bengt Anderberg, 88, svensk författare och översättare.
- 26 september – Paul Newman, 83, amerikansk skådespelare och regissör.
- 26 september – Raymond Macherot, 84, belgisk serietecknare, Clifton.
- 29 september – Luis de Souza Ferreira, 99, peruansk fotbollsspelare

## Oktober
- 1 oktober – Boris Jefimov, 108, rysk (sovjetisk) karikatyr- och propagandatecknare.
- 5 oktober – Abu Qaswarah, omkr. 43, svensk-marockansk islamistisk terrorist.
- 6 oktober – Paavo Haavikko, 77, finländsk poet och dramatiker.
- 7 oktober – George E. Palade, 95, rumänsk-amerikansk nobelpristagare i fysiologi eller medicin.
- 10 oktober – Aleksej Prokurorov, 44, rysk längdskidåkare.
- 11 oktober – Neal Hefti, 85, amerikansk jazzmusiker och kompositör, Batman theme.
- 11 oktober – Jörg Haider, 58, österrikisk politiker.
- 13 oktober – Alexej Tjerepanov, 19, rysk ishockeyspelare.
- 13 oktober – Guillaume Depardieu, 37, fransk skådespelare.
- 14 oktober – Barbro Sedwall, 90, svensk tecknare och författare.
- 14 oktober – Pat Moss, 73, brittisk rallyförare.
- 15 oktober – Suzzanna, 66, indonesisk skådespelerska.
- 15 oktober – Fazıl Hüsnü Dağlarca, 94, turkisk poet.
- 18 oktober – Tormod Haugen, 63, norsk författare.
- 19 oktober – Doreen Wilber, 78, amerikansk bågskytt och OS-guldmedaljör.
- 20 oktober – Bobi Sourander, 79, finlandssvensk journalist och deckarförfattare.
- 21 oktober – Sonja Bernadotte, 64, tysk-svensk grevinna.
- 21 oktober – Kjell Nordström, 88, svensk militär.
- 25 oktober – Per Sjöstrand, 78, svensk skådespelare, regissör och manusförfattare.
- 25 oktober – Wilhelm Carlgren, 86, svensk historiker, arkivarie och departementsråd.
- 25 oktober – Estelle Reiner, 94, amerikansk skådespelerska och dansös, mor till regissören Rob Reiner och fru till skådespelaren och regissören Carl Reiner, När Harry mötte Sally.[4]
- 26 oktober – Tony Hillerman, 83, amerikansk deckarförfattare.
- 27 oktober – Ezekiel Mphahlele, 88, sydafrikansk författare.
- 28 oktober – Pak Song Chol, 95, nordkoreansk tidigare premiärminister och vicepresident.
- 28 oktober – Buck Adams, 52, amerikansk porrskådespelare.

## November
- 1 november – Yma Sumac, 86, peruansk-amerikansk sångerska.
- 1 november – Jacques Piccard, 86, schweizisk djuphavsforskare.
- 2 november – Ahmed Ali al-Mirghani, 67, sudanesisk tidigare president.
- 4 november – Michael Crichton, 66, amerikansk thriller- och science fiction-författare.
- 4 november – Lennart Bergelin, 83, svensk tennisspelare och -tränare, mottagare av Svenska Dagbladets guldmedalj 1950.
- 4 november – Chertek Antjimaa-Toka, 96, tuvinsk politiker och president, världens första kvinnliga demokratiskt valda statschef.[5]
- 5 november – Wille Toors, 86, svensk dalaspelman.
- 6 november – Anders Agell, 78, svensk professor i civilrätt.
- 7 november – Arne Argus, 83, svensk idrottsledare.
- 10 november – Miriam Makeba, 76, sydafrikansk sångerska.
- 10 november – Kiyoshi Itō, 93, japansk matematiker.
- 11 november – Gustaf Welin, 78, svensk militär.
- 12 november – Olle Franzén, 84, svensk civilingenjör och företagsledare.
- 12 november – Lasse Sandberg, 84, svensk illustratör och författare. Bland annat skapare av Lilla spöket Laban.
- 12 november – Mitch Mitchell, 61, brittisk trummis.
- 14 november – Zvetanka Christova, 46, bulgarisk diskuskastare.
- 15 november – Ivan Southall, 87, australisk barnboksförfattare.
- 19 november – John Michael Hayes, 89, amerikansk filmmanusförfattare.
- 20 november – Dan Snell, 66, svensk militär.
- 22 november – Eric Breed, 37, amerikansk rappare.[6]
- 22 november – Ibrahim Nasir, 82, maldivisk före detta president.[7]
- 26 november – Edna Parker, 115, amerikansk tidigare lärarinna, världens äldsta person.
- 27 november – Vishwanath Pratap Singh, 77, indisk före detta premiärminister.
- 28 november – John Harryson, 82, svensk skådespelare.
- 29 november – Jørn Utzon, 90, dansk arkitekt, skapare av Sydneys operahus.
- 29 november – Sten Rudholm, 90, ledamot av Svenska Akademien, riddare av Serafimerorden, f.d. justitiekansler, f.d. riksmarskalk.
- 30 november – Béatrix Beck, 94, belgisk-fransk författare.

## December
- 2 december – Odetta, 77, amerikansk folksångerska.
- 4 december – Forrest J. Ackerman, 92, amerikansk författare och världsberömt science fiction-fan.
- 5 december – Beverly Garland, 82, amerikansk skådespelerska
- 5 december – Nina Foch, 84, nederländskfödd amerikansk skådespelerska.[8]
- 5 december – Alexij II, 79, estniskfödd rysk patriark av Moskva och andlig ledare för den rysk-ortodoxa kyrkan.
- 6 december – Sunny von Bülow, 76, amerikansk arvtagerska och societetsdam, låg i koma i 28 år.
- 7 december – Sture Green, 95, svensk jazzmusiker, far till skådespelaren Lars Green.
- 8 december – Hillary Waugh, 88, amerikansk deckarförfattare.
- 8 december – Robert Prosky, 77, amerikansk skådespelare, Spanarna på Hill Street.[9]
- 11 december – Bettie Page, 85, amerikansk legendarisk fotomodell och pinupartist.
- 11 december – Daniel Carleton Gajdusek, 85, amerikansk vetenskapsman, nobelpristagare i medicin/fysiologi 1976.
- 12 december – Tassos Papadopoulos, 74, cypriotisk politiker och president.
- 12 december – Van Johnson, 92, amerikansk skådespelare.
- 13 december – Kjartan Slettemark, 76, norsk konstnär bosatt i Sverige.
- 14 december – Bill Larsson, 31, svensk poet.
- 15 december – Anne-Cath. Vestly, 88, norsk barnboksförfattare.
- 15 december – Johan "Tomten" Johansson, 72, svensk supporter och Hammarby IF-profil.
- 18 december – Mark Felt, 95, amerikansk FBI-agent, Watergatekällan Deep Throat.
- 18 december – Majel Barrett, 76, amerikansk skådespelerska.
- 19 december – Sam Tingle, 87, zimbabwisk racerförare.
- 20 december – Robert Mulligan, 83, amerikansk Oscars-nominerad filmregissör, Skuggor över Södern.
- 20 december – Olga Lepesjinskaja, 92, rysk ballerina.
- 20 december – Anna-Lisa Cronström, 98, svensk sångerska.
- 22 december – Lansana Conté, 74, guineansk politiker och president.
- 24 december – Alf Robertson, 67, svensk sångare, kompositör och textförfattare.
- 24 december – Harold Pinter, 78, brittisk författare och nobelpristagare.
- 24 december – Samuel P. Huntington, 81, amerikansk statsvetare.
- 25 december – Eartha Kitt, 81, amerikansk sångerska och skådespelerska.
- 26 december – Gösta Krantz, 83, svensk skådespelare.
- 27 december – Lars Hollmer, 60, svensk musiker.
- 28 december – Gunnar Lagergren, 96, svensk jurist och före detta riksmarskalk, svärfar till Kofi Annan.
- 29 december – Freddie Hubbard, 70, amerikansk jazzmusiker.
- 31 december – Donald E. Westlake, 75, amerikansk författare.